# Сліпота
Сліпота́(англ. Blindness) — повна або майже повна втрата зору. Розрізняють однобічну та двобічну сліпоту. Основною причиною на сучасному етапі розвитку медицини, що спричинює сліпоту (до 40 % випадків у світі) є катаракта. При цьому за даними Всесвітньої організації охорони здоров'я (ВООЗ), до 80 % всіх випадків сліпоти у дорослих можна запобігти або лікувати.
В Україні проживає близько 65 тисяч сліпих осіб. Загалом у світі нараховується близько 314 мільйонів осіб, що мають порушення зору, викликані різними причинами. 45 мільйонів з них є сліпими. Серед них дітей у віці до 15 років за різними оцінками близько 1,4 мільйона. Більше 85 % осіб, які мають різноманітні порушення зору, мешкають в країнах з низьким і середнім рівнем доходу.

## Причини сліпоти
ВООЗ серед найчастіших причин сліпоти вказує такі (в дужках зазначена частка випадків сліпоти), трьом чвертям всіх випадків сліпоти можна запобігти або лікувати:
- катаракта (47.9 %)
- глаукома (12.3 %)
- зниження зору, пов'язане зі старінням (8.7 %)
- помутніння рогівки (5.1 %)
- діабетична ретинопатія (4.8 %)
- сліпота у дітей (яку спричинює, зокрема, дефіцит вітаміну А,[10], катарактою та ретинопатією у недоношених (РН)[2]) (3.9 %)
- трахома (3.6 %)
- онхоцеркоз (0.8 %)

Серед інших сліпоту можуть спричинити й травматичні ушкодження ока, інфекції (наприклад, бленорея, сифіліс тощо). У світі все частіше зустрічається сліпота, що розвивається з віком, а також спричинена неконтрольованим цукровим діабетомом. З іншого боку, в результаті медико-санітарних дій зменшується число випадків сліпоти, що розвивається через інфекційні захворювання. Так число осіб, що мають трахому, яка веде до сліпоти, зменшилося з 360 мільйонів станом на 1985 рік до 40 мільйонів на початок 2000-х років.

## Форми сліпоти
Для визначення сліпоти в традиційний медицині використовуються шкали.
Повна сліпота визначається як абсолютна відсутність реакції на світло. Тим не менш, у багатьох країнах введено поняття практичної сліпоти.
Практична сліпота — або часткова здатність до зору — стан, коли людина розрізняє світло і темряву, іноді володіє деякою здатністю до сприйняття візуальної інформації, однак ця здатність настільки незначна, що не має практичного значення. У США та багатьох європейських країнах практична сліпота визначається як здатність до зору 20/200, тобто пацієнт повинен перебувати від об'єкта на відстані 20 футів (дорівнює 609,6 см ~ 6 м), щоб бачити його так само чітко, як здатна людина із здоровим зором на відстані 200 футів (близько 60 м). У багатьох країнах, людина, яка має поле зору менше 20 градусів (норма — 180 градусів), також визнається практично сліпою.
Симуляція сліпоти при здоровому зорі зустрічається вкрай рідко і легко розпізнається відповідними контрольними способами перевірки зору. Водночас нерідко зустрічаються випадки перебільшення наявного зниження зору при реально існуючій патології органу зору.

## Міжнародна класифікація
Міжнародний класифікатор хвороб містить розділ «Розлади зору та сліпота (Н53-Н54)», із якого після десятого перегляду (ICD-10 Розділ H) була виключена транзиторна сліпота (G45.3). До класифікатору увійшли:
- H54.0 Сліпота обох очей
- H54.1 Сліпота одного ока, знижений зір другого ока
- Н54.2 Знижений зір обох очей
- H54.3 Неуточнена втрата зору обох очей
- H54.4 Сліпота одного ока
- H54.5 Знижений зір одного ока
- H54.6 Неуточнена втрата зору одного ока
- H54.7 Неуточнена втрата зору

## Експериментальне лікування
На сучасному етапі значні зусилля наукового співтовариства у світі зосередженні над вирішенням проблеми лікування сліпоти. У цьому напрямку намітились певні зрушення:
- американський науковець Лаксман Саггаре (англ. Laxman Saggere) Університету Іллінойсу створив імплантат розміром 1,5 міліметра на 15 мікрометрів, який живиться від сонячного світла. Його експериментально імплантували на сітківку, після чого сонячне світло запускало цирконат-тітанаті п'єзоелектричні соленоїди, які в свою чергу стимулювали роботу оптичних нейротрансмітерів[15].
- в інституті «Scheie Eye Institute» при Пенсильванському університеті розробляється методика штучного введення гену RPE65 людям, які мають вроджений дефект сітківки — амавроз, через який в сітківці помирають і не відновлюються світлочутливі клітини. Методика поки що не дозволяє повністю відновити зір пацієнта, проте приводить до поліпшення денного та нічного бачення[16].
- канадські офтальмологи спільно із французьким Національного інституту здоров'я і медичних досліджень (INSERM) ідентифікували рецептор CD36, який спричинює суху форму дегенерації макули. Остання слугує основною причиною втрати зору в Канаді, а в усьому світі 30 мільйонів осіб старше 50 років мають такий розлад[17].
- британські науковці інституту офтальмології Університетського коледжу Лондона та офтальмологічної клініки Морфілдс розробили метод лікування сліпоти, викликаної віковою дегенерацією макули, за допомогою стовбурових клітин ембріонів[18]

## Життя сліпих в Україні
Навчання сліпих проводиться в спеціальних школах-інтернатах. Деякі сліпі працюють на спеціалізованих підприємствах. В Україні з метою реабілітації та працевлаштування у 1933 році була створена організація — УТОС (Українське товариство сліпих), вторинні організації якої створювалися в населених пунктах з високою кількістю незрячих. Станом на 1991 рік в Україні було 79 навчально-виробничо і 111 територіальних первинних організацій, які вирішували на місцях питання побуту, працевлаштування і навчання. Сліпі українці працюють викладачами, програмістами, перекладачами. Вони об'єднуються у громадські спілки. Проте серед незрячих роботу має тільки кожний десятий.